# وتری
وتری (به فرانسوی: Vatry) یک کامین در فرانسه است که در Canton of Écury-sur-Coole واقع شده‌است.

## خصوصیات
وتری ۸٫۳۹ کیلومترمربع مساحت و ۱۰۲ نفر جمعیت دارد و ۱۲۴ متر بالاتر از سطح دریا واقع شده‌است.